# Giulio Acquaviva d'Aragona
Giulio Acquaviva d'Aragona (Nàpols, 1546 – 21 de juliol de 1574) fou un cardenal de l'Església Catòlica durant el papat de Pius V.
A Nàpols el 1570 va tenir al seu servei en Miguel de Cervantes Saavedra, que el va seguir per Palerm, Florència, Milà, Venècia, Parma i Ferrara. El papa Pius V li va donar el rang de cardenal per S. Theodori in Palatio en el consistori del 17 de maig de 1570.